# Дедовичский район
Де́довичский райо́н — административно-территориальная единица (район) и муниципальное образование (муниципальный район) на востоке Псковской области России.
Административный центр — посёлок городского типа (рабочий посёлок) Дедовичи.

## География
Площадь — 2188 км².
Основные реки — Шелонь и её притоки — Судома, Ильзна, Городянка, Северка (Северянка).
На западе района находится восточная часть Судомской возвышенности и её наивысшая точка — гора Судома (293 м).

## История
Район образован 1 августа 1927 года в составе Ленинградской области, с 23 августа 1944 года — в составе новообразованной Псковской области.
В марте 1941 года 2 сельсовета Дедовичского района были переданы в новый Белебёлковский район.
В январе 1958 года в состав Дедовичского района был передан упразднённый Пожеревицкий район, территория которого соответствует современной Пожеревицкой волости Дедовичского района.

## Население
| 1959    | 1970    | 1979    | 1989    | 2002    | 2009    | 2010    | 2011    | 2012    |
| ------- | ------- | ------- | ------- | ------- | ------- | ------- | ------- | ------- |
| 29 592  | ↘22 716 | ↘18 814 | ↘18 807 | ↘17 881 | ↘16 086 | ↘14 692 | ↘14 605 | ↘14 122 |
| 2013    | 2014    | 2015    | 2016    | 2017    | 2018    | 2019    | 2020    | 2021    |
| ↘13 753 | ↘13 355 | ↘12 976 | ↘12 686 | ↘12 376 | ↘11 986 | ↘11 697 | ↘11 436 | ↗12 020 |
| 2023    |         |         |         |         |         |         |         |         |
| ↘11 661 |         |         |         |         |         |         |         |         |

По состоянию на 1 января 2021 года из 11661 жителей района в городских условиях (в пгт Дедовичи) проживают 59,36 % населения района (или 6922  человек), в сельских — 40,64 % или 4739 человек.
По данным переписи населения 2010 года численность населения района составляла 15 842 человека, в том числе 9395 городских жителей (59,30 % от общего населения) и 6447 сельских жителей (40,70 %).
Национальный состав
По итогам переписи населения 2020 года проживали следующие национальности (национальности менее 0,1 % и другое, см. в сноске к строке «Другие»):
| Национальность | Численность, чел. | Доля     |
| -------------- | ----------------- | -------- |
| Русские        | 11 302            | 94,03 %  |
| Украинцы       | 116               | 0,97 %   |
| Белорусы       | 60                | 0,50 %   |
| Цыгане         | 60                | 0,50 %   |
| Азербайджанцы  | 50                | 0,42 %   |
| Молдаване      | 50                | 0,42 %   |
| Татары         | 31                | 0,26 %   |
| Эвенки         | 16                | 0,13 %   |
| Узбеки         | 14                | 0,12 %   |
| Армяне         | 13                | 0,11 %   |
| Другие         | 308               | 2,54 %   |
| Итого          | 12 020            | 100,00 % |

## Населённые пункты
По переписи 2002 года на территории района было 333 сельских населённых пункта, из которых в 51 деревне население отсутствовало, в 100 деревнях жило от 1 до 5 человек, в 61 — от 6 до 10 человек, в 66 — от 11 до 25 человек, в 29 — от 26 до 50 человек, в 9 — от 51 до 100 человек, в 8 — от 101 до 200 человек, в 7 — от 201 до 500 человек, в 2 — от 500 до 1000 жителей (деревни Вязье и Пожеревицы).
По переписи 2010 года на территории района было расположено 333 сельских населённых пункта, из которых в 89 деревнях население отсутствовало, в 108 деревнях жило от 1 до 5 человек, в 51 — от 6 до 10 человек, в 50 — от 11 до 25 человек, в 15 — от 26 до 50 человек, в 5 — от 51 до 100 человек, в 10 — от 101 до 200 человек, в 4 — от 201 до 500 человек и в одной — от 500 до 1000 жителей (деревня Вязье)
На данный момент в состав района входят 334 населённых пункта:

| №   | Населённый пункт | Тип     | Население | Муниципальное образование |
| --- | ---------------- | ------- | --------- | ------------------------- |
| 1   | Абонеженка       | деревня | ↘6        | Пожеревицкая волость      |
| 2   | Акулиха          | деревня | ↘1        | Вязьевская волость        |
| 3   | Александрово     | деревня | ↘24       | Шелонская волость         |
| 4   | Алексино         | деревня | ↘0        | Шелонская волость         |
| 5   | Алешня           | деревня | ↘7        | Шелонская волость         |
| 6   | Аничковы Гривы   | деревня | ↘33       | Шелонская волость         |
| 7   | Аполиха          | деревня | →0        | Пожеревицкая волость      |
| 8   | Апросово         | деревня | ↘9        | Шелонская волость         |
| 9   | Артюшкино        | деревня | ↘0        | Пожеревицкая волость      |
| 10  | Артюшкино        | деревня | ↘4        | Пожеревицкая волость      |
| 11  | Бабкино          | деревня | ↘9        | Вязьевская волость        |
| 12  | Базыково         | деревня | ↘38       | Пожеревицкая волость      |
| 13  | Байково          | деревня | ↘8        | Вязьевская волость        |
| 14  | Бакач            | деревня | ↘7        | Вязьевская волость        |
| 15  | Бакач            | станция | ↘2        | Вязьевская волость        |
| 16  | Бахново          | деревня | ↘5        | Вязьевская волость        |
| 17  | Белозорево       | деревня | ↗7        | Шелонская волость         |
| 18  | Бельская Лука    | деревня | ↘4        | Шелонская волость         |
| 19  | Березовец        | деревня | ↘5        | Шелонская волость         |
| 20  | Берёзово         | деревня | ↗23       | Шелонская волость         |
| 21  | Боковень         | деревня | ↘5        | Шелонская волость         |
| 22  | Болчино          | деревня | ↗24       | Вязьевская волость        |
| 23  | Большая Храпь    | деревня | ↘35       | Вязьевская волость        |
| 24  | Большое Городище | деревня | ↘1        | Пожеревицкая волость      |
| 25  | Большой Клинец   | деревня | ↘2        | Шелонская волость         |
| 26  | Большой Островок | деревня | ↘25       | Пожеревицкая волость      |
| 27  | Борисово         | деревня | ↘6        | Пожеревицкая волость      |
| 28  | Борок            | деревня | ↘3        | Вязьевская волость        |
| 29  | Борок            | деревня | ↘8        | Шелонская волость         |
| 30  | Борок            | деревня | ↘3        | Пожеревицкая волость      |
| 31  | Бронница         | деревня | ↗2        | Вязьевская волость        |
| 32  | Буево            | деревня | ↘0        | Пожеревицкая волость      |
| 33  | Бурошкино        | деревня | →0        | Вязьевская волость        |
| 34  | Веселки          | деревня | →0        | Вязьевская волость        |
| 35  | Ветчи            | деревня | ↘7        | Шелонская волость         |
| 36  | Воротово         | деревня | →0        | Пожеревицкая волость      |
| 37  | Высокое          | деревня | ↘4        | Вязьевская волость        |
| 38  | Вышегород        | деревня | ↘55       | Пожеревицкая волость      |
| 39  | Вязовица         | деревня | ↘0        | Пожеревицкая волость      |
| 40  | Вязье            | деревня | ↘543      | Вязьевская волость        |
| 41  | Вяльцево         | деревня | ↘2        | Пожеревицкая волость      |
| 42  | Гавшино          | деревня | ↘1        | Шелонская волость         |
| 43  | Гаравицы         | деревня | ↘4        | Шелонская волость         |
| 44  | Глебово          | деревня | ↘2        | Вязьевская волость        |
| 45  | Гнилицы          | деревня | ↘7        | Вязьевская волость        |
| 46  | Головкино        | деревня | ↗5        | Пожеревицкая волость      |
| 47  | Гористая         | деревня | →0        | Шелонская волость         |
| 48  | Городно          | деревня | ↘33       | Пожеревицкая волость      |
| 49  | Городня          | деревня | ↘4        | Вязьевская волость        |
| 50  | Городовик        | деревня | ↘196      | Вязьевская волость        |
| 51  | Городок          | деревня | ↘23       | Вязьевская волость        |
| 52  | Городок          | деревня | ↘2        | Пожеревицкая волость      |
| 53  | Гороховище       | деревня | ↘12       | Вязьевская волость        |
| 54  | Горушка          | деревня | ↘111      | Пожеревицкая волость      |
| 55  | Горы             | деревня | ↘1        | Пожеревицкая волость      |
| 56  | Горянки          | деревня | ↘0        | Пожеревицкая волость      |
| 57  | Гостеж           | деревня | →0        | Шелонская волость         |
| 58  | Гребелец         | деревня | →0        | Вязьевская волость        |
| 59  | Гребло           | деревня | ↘0        | Пожеревицкая волость      |
| 60  | Грихново         | деревня | ↘11       | Вязьевская волость        |
| 61  | Груздовка        | деревня | ↘0        | Вязьевская волость        |
| 62  | Гущено           | деревня | ↘1        | Пожеревицкая волость      |
| 63  | Дедовичи         | пгт     | ↘6922     | Дедовичи                  |
| 64  | Дирины Горки     | деревня | ↘15       | Пожеревицкая волость      |
| 65  | Дора             | деревня | →0        | Вязьевская волость        |
| 66  | Дороганец        | деревня | ↘8        | Пожеревицкая волость      |
| 67  | Дроздово         | деревня | ↘0        | Пожеревицкая волость      |
| 68  | Дубеченок        | деревня | ↘13       | Шелонская волость         |
| 69  | Дубишно          | деревня | ↘370      | Шелонская волость         |
| 70  | Дубровка         | деревня | ↘207      | Пожеревицкая волость      |
| 71  | Дубровочки       | деревня | ↘19       | Вязьевская волость        |
| 72  | Дубровы          | деревня | →2        | Вязьевская волость        |
| 73  | Дубье            | деревня | ↘0        | Пожеревицкая волость      |
| 74  | Дягельцево       | деревня | ↘13       | Пожеревицкая волость      |
| 75  | Евашково         | деревня | ↘6        | Пожеревицкая волость      |
| 76  | Енарьево         | деревня | ↘5        | Вязьевская волость        |
| 77  | Жадиновичи       | деревня | →0        | Шелонская волость         |
| 78  | Жарок            | деревня | →0        | Шелонская волость         |
| 79  | Жедрицы          | деревня | ↘6        | Пожеревицкая волость      |
| 80  | Жеребцово        | деревня | ↘1        | Пожеревицкая волость      |
| 81  | Заболотье        | деревня | →0        | Пожеревицкая волость      |
| 82  | Загоровье        | деревня | ↘1        | Пожеревицкая волость      |
| 83  | Загорье          | деревня | ↗20       | Пожеревицкая волость      |
| 84  | Загорье          | деревня | ↘25       | Пожеревицкая волость      |
| 85  | Заклинье         | деревня | →0        | Пожеревицкая волость      |
| 86  | Закрючье         | деревня | →0        | Пожеревицкая волость      |
| 87  | Закрючье         | деревня | ↘0        | Пожеревицкая волость      |
| 88  | Залесье          | деревня | ↘0        | Вязьевская волость        |
| 89  | Залесье          | деревня | ↘2        | Пожеревицкая волость      |
| 90  | Замостье         | деревня | ↗9        | Шелонская волость         |
| 91  | Замошье          | деревня | ↘1        | Пожеревицкая волость      |
| 92  | Занево           | деревня | ↘1        | Пожеревицкая волость      |
| 93  | Заозерье         | деревня | →1        | Пожеревицкая волость      |
| 94  | Заозерье         | деревня | →0        | Пожеревицкая волость      |
| 95  | Заполье          | деревня | ↘13       | Вязьевская волость        |
| 96  | Заполье          | деревня | ↘3        | Вязьевская волость        |
| 97  | Заречье          | деревня | ↘2        | Шелонская волость         |
| 98  | Захаркино        | деревня | →0        | Пожеревицкая волость      |
| 99  | Захонье          | деревня | ↘11       | Вязьевская волость        |
| 100 | Захонье          | деревня | ↘1        | Пожеревицкая волость      |
| 101 | Зенькино         | деревня | ↘0        | Пожеревицкая волость      |
| 102 | Зуевка           | деревня | ↘7        | Шелонская волость         |
| 103 | Зуево            | деревня | ↗3        | Вязьевская волость        |
| 104 | Зуйково          | деревня | ↘0        | Пожеревицкая волость      |
| 105 | Иванцево         | деревня | ↘3        | Пожеревицкая волость      |
| 106 | Иваньково        | деревня | ↘5        | Пожеревицкая волость      |
| 107 | Каменец          | деревня | ↘0        | Пожеревицкая волость      |
| 108 | Каменка          | деревня | →0        | Пожеревицкая волость      |
| 109 | Капустино        | деревня | ↘3        | Пожеревицкая волость      |
| 110 | Карзино          | деревня | →5        | Пожеревицкая волость      |
| 111 | Карпово          | деревня | →0        | Пожеревицкая волость      |
| 112 | Карсаковы Гривы  | деревня | ↘7        | Шелонская волость         |
| 113 | Карушено         | деревня | ↘0        | Пожеревицкая волость      |
| 114 | Киверево         | деревня | ↗3        | Пожеревицкая волость      |
| 115 | Киково           | деревня | ↘20       | Шелонская волость         |
| 116 | Киларево         | деревня | ↗5        | Вязьевская волость        |
| 117 | Кипино           | деревня | ↘43       | Вязьевская волость        |
| 118 | Кленива          | деревня | ↘7        | Шелонская волость         |
| 119 | Климово-Кисели   | деревня | →0        | Пожеревицкая волость      |
| 120 | Князево          | деревня | ↘1        | Вязьевская волость        |
| 121 | Князево          | деревня | ↘0        | Пожеревицкая волость      |
| 122 | Кобыляк          | деревня | ↘2        | Пожеревицкая волость      |
| 123 | Козулино         | деревня | ↘5        | Вязьевская волость        |
| 124 | Козюльки         | деревня | ↘0        | Пожеревицкая волость      |
| 125 | Коляницы         | деревня | ↗2        | Пожеревицкая волость      |
| 126 | Конобродово      | деревня | ↘2        | Пожеревицкая волость      |
| 127 | Копылево         | деревня | ↘2        | Пожеревицкая волость      |
| 128 | Королиха         | деревня | ↘0        | Пожеревицкая волость      |
| 129 | Коруево          | деревня | ↗14       | Шелонская волость         |
| 130 | Костково         | деревня | ↘0        | Вязьевская волость        |
| 131 | Костково         | деревня | ↘1        | Пожеревицкая волость      |
| 132 | Костры           | деревня | ↘8        | Шелонская волость         |
| 133 | Котово           | деревня | →2        | Шелонская волость         |
| 134 | Красноселье      | деревня | ↘3        | Вязьевская волость        |
| 135 | Красные Горки    | деревня | ↘422      | Вязьевская волость        |
| 136 | Кривец           | деревня | ↘19       | Пожеревицкая волость      |
| 137 | Кривково         | деревня | ↘21       | Пожеревицкая волость      |
| 138 | Крутец           | деревня | ↘3        | Вязьевская волость        |
| 139 | Крутец           | деревня | ↘156      | Шелонская волость         |
| 140 | Крутец           | деревня | ↘10       | Шелонская волость         |
| 141 | Крылово          | деревня | ↘0        | Пожеревицкая волость      |
| 142 | Крючково         | деревня | ↘40       | Вязьевская волость        |
| 143 | Крючково         | деревня | ↗3        | Шелонская волость         |
| 144 | Кузнецово        | деревня | ↘2        | Пожеревицкая волость      |
| 145 | Курова Гора      | деревня | ↗2        | Пожеревицкая волость      |
| 146 | Кустово          | деревня | ↘0        | Пожеревицкая волость      |
| 147 | Кучено           | деревня | ↗8        | Вязьевская волость        |
| 148 | Ламовка          | деревня | ↘1        | Шелонская волость         |
| 149 | Ламово           | деревня | ↘21       | Пожеревицкая волость      |
| 150 | Ламовы Горки     | деревня | →2        | Шелонская волость         |
| 151 | Лбово            | деревня | ↘23       | Шелонская волость         |
| 152 | Леляново         | деревня | ↘0        | Пожеревицкая волость      |
| 153 | Лемтюхово        | деревня | →0        | Вязьевская волость        |
| 154 | Лешино           | деревня | ↘5        | Шелонская волость         |
| 155 | Линево           | деревня | ↘1        | Пожеревицкая волость      |
| 156 | Липня            | деревня | ↘80       | Шелонская волость         |
| 157 | Липовик          | деревня | ↘1        | Пожеревицкая волость      |
| 158 | Лисичено         | деревня | ↘1        | Пожеревицкая волость      |
| 159 | Лихачевка        | деревня | ↗30       | Шелонская волость         |
| 160 | Лихачево         | деревня | ↘0        | Пожеревицкая волость      |
| 161 | Ломаница         | деревня | ↘0        | Вязьевская волость        |
| 162 | Лужок            | деревня | ↘7        | Пожеревицкая волость      |
| 163 | Лука             | деревня | ↘5        | Вязьевская волость        |
| 164 | Лукошково        | деревня | ↘4        | Пожеревицкая волость      |
| 165 | Маковье          | деревня | ↘5        | Шелонская волость         |
| 166 | Малая Храпь      | деревня | ↘15       | Вязьевская волость        |
| 167 | Малый Клинец     | деревня | ↘9        | Шелонская волость         |
| 168 | Малый Островок   | деревня | ↘3        | Пожеревицкая волость      |
| 169 | Марково          | деревня | →2        | Пожеревицкая волость      |
| 170 | Межник           | деревня | →0        | Шелонская волость         |
| 171 | Михайлово        | деревня | ↘4        | Пожеревицкая волость      |
| 172 | Михалево         | деревня | ↘3        | Пожеревицкая волость      |
| 173 | Мишино           | деревня | ↘5        | Шелонская волость         |
| 174 | Могилево         | деревня | ↘31       | Шелонская волость         |
| 175 | Мокрово          | деревня | ↘13       | Пожеревицкая волость      |
| 176 | Молоково         | деревня | →0        | Пожеревицкая волость      |
| 177 | Морозово         | деревня | ↘23       | Пожеревицкая волость      |
| 178 | Мостки           | деревня | ↗10       | Шелонская волость         |
| 179 | Мошниково        | деревня | →0        | Пожеревицкая волость      |
| 180 | Мухарево         | деревня | ↘1        | Вязьевская волость        |
| 181 | Мячково          | деревня | →0        | Пожеревицкая волость      |
| 182 | Навережье        | деревня | ↘84       | Пожеревицкая волость      |
| 183 | Нартово          | деревня | ↘0        | Пожеревицкая волость      |
| 184 | Негодицы         | деревня | ↘0        | Шелонская волость         |
| 185 | Нивки            | деревня | ↘10       | Вязьевская волость        |
| 186 | Нивки            | деревня | →9        | Пожеревицкая волость      |
| 187 | Нивы             | деревня | →0        | Шелонская волость         |
| 188 | Новая Деревня    | деревня | ↘30       | Вязьевская волость        |
| 189 | Новики           | деревня | →0        | Шелонская волость         |
| 190 | Новины           | деревня | →0        | Пожеревицкая волость      |
| 191 | Новое Заполье    | деревня | →0        | Шелонская волость         |
| 192 | Новое Пезово     | деревня | ↘12       | Вязьевская волость        |
| 193 | Новоселицы       | деревня | ↘1        | Пожеревицкая волость      |
| 194 | Новый Борок      | деревня | ↗14       | Шелонская волость         |
| 195 | Облучье          | деревня | ↗1        | Пожеревицкая волость      |
| 196 | Обуховец         | деревня | ↘9        | Пожеревицкая волость      |
| 197 | Овинец           | деревня | ↗5        | Шелонская волость         |
| 198 | Овсянниково      | деревня | →0        | Пожеревицкая волость      |
| 199 | Оклад            | деревня | →0        | Пожеревицкая волость      |
| 200 | Олохово          | деревня | ↘2        | Пожеревицкая волость      |
| 201 | Острая Лука      | деревня | ↘15       | Шелонская волость         |
| 202 | Острие           | деревня | ↘4        | Пожеревицкая волость      |
| 203 | Островница       | деревня | →0        | Пожеревицкая волость      |
| 204 | Островно         | деревня | ↘6        | Пожеревицкая волость      |
| 205 | Острый Камень    | деревня | →2        | Шелонская волость         |
| 206 | Палицы           | деревня | ↘4        | Пожеревицкая волость      |
| 207 | Паревичи         | деревня | ↘5        | Вязьевская волость        |
| 208 | Парли            | деревня | ↗22       | Вязьевская волость        |
| 209 | Патрово          | деревня | ↗11       | Вязьевская волость        |
| 210 | Пеньково         | деревня | →0        | Пожеревицкая волость      |
| 211 | Перекрасная      | деревня | →0        | Шелонская волость         |
| 212 | Першево          | деревня | ↘0        | Шелонская волость         |
| 213 | Пески            | деревня | ↘3        | Вязьевская волость        |
| 214 | Пестинская       | деревня | ↘4        | Вязьевская волость        |
| 215 | Петрово          | деревня | ↗8        | Пожеревицкая волость      |
| 216 | Петрово          | деревня | ↗2        | Пожеревицкая волость      |
| 217 | Пешково          | деревня | →2        | Пожеревицкая волость      |
| 218 | Плещевка         | деревня | ↘9        | Шелонская волость         |
| 219 | Плотишно         | деревня | ↘21       | Пожеревицкая волость      |
| 220 | Погиблово        | деревня | ↘0        | Вязьевская волость        |
| 221 | Погорелое        | деревня | ↗24       | Шелонская волость         |
| 222 | Погостище        | деревня | ↗193      | Вязьевская волость        |
| 223 | Подгузово        | деревня | ↘0        | Вязьевская волость        |
| 224 | Подмышье         | деревня | ↘23       | Вязьевская волость        |
| 225 | Подсобляево      | деревня | ↘6        | Шелонская волость         |
| 226 | Пожеревицы       | деревня | ↘400      | Пожеревицкая волость      |
| 227 | Поколотово       | деревня | ↘4        | Вязьевская волость        |
| 228 | Покровское       | деревня | →0        | Пожеревицкая волость      |
| 229 | Поречье          | деревня | ↘16       | Пожеревицкая волость      |
| 230 | Порожек-1        | деревня | ↗3        | Вязьевская волость        |
| 231 | Порожек-2        | деревня | ↘0        | Вязьевская волость        |
| 232 | Пошибайлово      | деревня | ↘0        | Пожеревицкая волость      |
| 233 | Пригон           | деревня | ↘13       | Вязьевская волость        |
| 234 | Придатково       | деревня | ↘0        | Пожеревицкая волость      |
| 235 | Прохвоталово     | деревня | ↘0        | Пожеревицкая волость      |
| 236 | Пруды            | деревня | ↘17       | Шелонская волость         |
| 237 | Пруды            | деревня | ↘0        | Пожеревицкая волость      |
| 238 | Пружково         | деревня | ↘70       | Шелонская волость         |
| 239 | Пуково           | деревня | ↘20       | Шелонская волость         |
| 240 | Пустошка         | деревня | →1        | Вязьевская волость        |
| 241 | Пустошка         | деревня | ↘0        | Пожеревицкая волость      |
| 242 | Ракитино         | деревня | ↘9        | Пожеревицкая волость      |
| 243 | Раменье          | деревня | →0        | Шелонская волость         |
| 244 | Раслово          | деревня | ↘2        | Шелонская волость         |
| 245 | Рассошня         | деревня | ↗2        | Вязьевская волость        |
| 246 | Рёлка            | деревня | ↗12       | Шелонская волость         |
| 247 | Решетиха         | деревня | ↘3        | Вязьевская волость        |
| 248 | Рисково          | деревня | ↗2        | Шелонская волость         |
| 249 | Ровное           | деревня | ↘14       | Пожеревицкая волость      |
| 250 | Рои              | деревня | ↘20       | Шелонская волость         |
| 251 | Ручейки          | деревня | ↘16       | Вязьевская волость        |
| 252 | Ручьевая         | деревня | ↘21       | Вязьевская волость        |
| 253 | Ручьи            | деревня | ↘10       | Пожеревицкая волость      |
| 254 | Рыбино           | деревня | ↘1        | Пожеревицкая волость      |
| 255 | Рытица           | деревня | →0        | Пожеревицкая волость      |
| 256 | Рюменец          | деревня | →0        | Пожеревицкая волость      |
| 257 | Савино           | деревня | ↘9        | Пожеревицкая волость      |
| 258 | Сажино           | деревня | ↗30       | Вязьевская волость        |
| 259 | Самсоново        | деревня | ↘0        | Пожеревицкая волость      |
| 260 | Сафроново        | деревня | ↘0        | Пожеревицкая волость      |
| 261 | Сворыж           | деревня | ↘9        | Вязьевская волость        |
| 262 | Северное Устье   | деревня | →34       | Шелонская волость         |
| 263 | Северо           | деревня | ↘7        | Шелонская волость         |
| 264 | Секирки          | деревня | →0        | Пожеревицкая волость      |
| 265 | Селище           | деревня | ↘0        | Шелонская волость         |
| 266 | Сельцо           | деревня | ↘19       | Пожеревицкая волость      |
| 267 | Серьгово         | деревня | ↘13       | Пожеревицкая волость      |
| 268 | Сивичино         | деревня | →0        | Вязьевская волость        |
| 269 | Сидоренец        | деревня | ↘0        | Пожеревицкая волость      |
| 270 | Сидорково        | деревня | ↗14       | Пожеревицкая волость      |
| 271 | Склево           | деревня | ↘9        | Шелонская волость         |
| 272 | Скрылево         | деревня | ↘3        | Вязьевская волость        |
| 273 | Скубец           | деревня | →3        | Пожеревицкая волость      |
| 274 | Сойки            | деревня | ↘0        | Шелонская волость         |
| 275 | Сорокино         | деревня | ↘132      | Пожеревицкая волость      |
| 276 | Сосница          | деревня | →0        | Шелонская волость         |
| 277 | Сосонка          | деревня | ↘167      | Вязьевская волость        |
| 278 | Станки           | деревня | ↘135      | Шелонская волость         |
| 279 | Старое Пезово    | деревня | ↘1        | Вязьевская волость        |
| 280 | Старый Борок     | деревня | ↘4        | Шелонская волость         |
| 281 | Судома           | станция | ↘13       | Вязьевская волость        |
| 282 | Сухинькино       | деревня | ↘0        | Шелонская волость         |
| 283 | Сухорево         | деревня | ↘8        | Вязьевская волость        |
| 284 | Съезд            | деревня | →0        | Пожеревицкая волость      |
| 285 | Сысоево          | деревня | ↘10       | Пожеревицкая волость      |
| 286 | Телегина-Гора    | деревня | ↘1        | Пожеревицкая волость      |
| 287 | Телятниково      | деревня | ↘15       | Пожеревицкая волость      |
| 288 | Тимонино         | деревня | →7        | Пожеревицкая волость      |
| 289 | Тимошкино        | деревня | ↘38       | Пожеревицкая волость      |
| 290 | Тишинка          | деревня | ↘1        | Вязьевская волость        |
| 291 | Топорово         | деревня | →20       | Пожеревицкая волость      |
| 292 | Точки            | деревня | ↘26       | Шелонская волость         |
| 293 | Третье Заполье   | деревня | ↘1        | Шелонская волость         |
| 294 | Трофимово        | деревня | →0        | Пожеревицкая волость      |
| 295 | Трубецкое        | деревня | →2        | Пожеревицкая волость      |
| 296 | Тюриково         | деревня | ↘0        | Шелонская волость         |
| 297 | Тютьково         | деревня | ↘0        | Шелонская волость         |
| 298 | Тягуще           | деревня | ↘140      | Шелонская волость         |
| 299 | Уза              | деревня | →2        | Пожеревицкая волость      |
| 300 | Узкая Губа       | деревня | →3        | Пожеревицкая волость      |
| 301 | Улазово          | деревня | →0        | Пожеревицкая волость      |
| 302 | Усадище          | деревня | ↘6        | Пожеревицкая волость      |
| 303 | Устье            | деревня | ↗10       | Вязьевская волость        |
| 304 | Филиппово        | деревня | ↘9        | Пожеревицкая волость      |
| 305 | Филистово        | деревня | ↗3        | Пожеревицкая волость      |
| 306 | Фомино           | деревня | ↘4        | Вязьевская волость        |
| 307 | Харитоново       | деревня | →5        | Пожеревицкая волость      |
| 308 | Харлово          | деревня | ↘0        | Вязьевская волость        |
| 309 | Хверщевка        | деревня | →0        | Шелонская волость         |
| 310 | Хилово           | деревня | ↘1        | Пожеревицкая волость      |
| 311 | Хлопотово        | деревня | →6        | Вязьевская волость        |
| 312 | Хмелевицы        | деревня | ↘23       | Вязьевская волость        |
| 313 | Хорилово         | деревня | →0        | Пожеревицкая волость      |
| 314 | Хохлово          | деревня | ↘34       | Вязьевская волость        |
| 315 | Хрыпино          | деревня | ↗2        | Пожеревицкая волость      |
| 316 | Цвень            | деревня | ↗9        | Пожеревицкая волость      |
| 317 | Чегурино         | деревня | ↘6        | Пожеревицкая волость      |
| 318 | Чернево          | деревня | ↘22       | Шелонская волость         |
| 319 | Чернецово        | деревня | ↘144      | Вязьевская волость        |
| 320 | Шалгино          | деревня | ↘5        | Пожеревицкая волость      |
| 321 | Шапинка          | деревня | ↘9        | Вязьевская волость        |
| 322 | Шаплово          | деревня | ↘3        | Вязьевская волость        |
| 323 | Шарово           | деревня | ↗8        | Пожеревицкая волость      |
| 324 | Шилово           | деревня | ↘57       | Шелонская волость         |
| 325 | Шубино           | деревня | ↘10       | Вязьевская волость        |
| 326 | Шульгино         | деревня | ↘7        | Пожеревицкая волость      |
| 327 | Шурлово          | деревня | →0        | Пожеревицкая волость      |
| 328 | Юрьево           | деревня | ↗15       | Пожеревицкая волость      |
| 329 | Юфимово          | деревня | ↗5        | Вязьевская волость        |
| 330 | Юхарино          | деревня | ↘3        | Вязьевская волость        |
| 331 | Ям               | деревня | ↘6        | Пожеревицкая волость      |
| 332 | Ямок             | деревня | ↘27       | Пожеревицкая волость      |
| 333 | Ярилово          | деревня | ↘1        | Шелонская волость         |
| 334 | Ясски            | деревня | ↘152      | Шелонская волость         |

## Территориально-муниципальное устройство
В Дедовичском районе с апреля 2015 года насчитывается 4 муниципальных образований, в том числе 1 городское и 3 сельских поселения:
| № | Муниципальное образование | Статус | Административный центр | Количество населённых пунктов | Население | Площадь, км² |
| - | ------------------------- | ------ | ---------------------- | ----------------------------- | --------- | ------------ |
| 1 | Дедовичи                  | ГП     | пгт Дедовичи           | 1                             | ↘6922     | 19,0         |
| 2 | Вязьевская волость        | СП     | деревня Погостище      | 89                            | ↗2082     | 608,0        |
| 3 | Пожеревицкая волость      | СП     | деревня Пожеревицы     | 159                           | ↗1448     | 824,2        |
| 4 | Шелонская волость         | СП     | деревня Дубишно        | 85                            | ↗1568     | 736,9        |

### История муниципального устройства

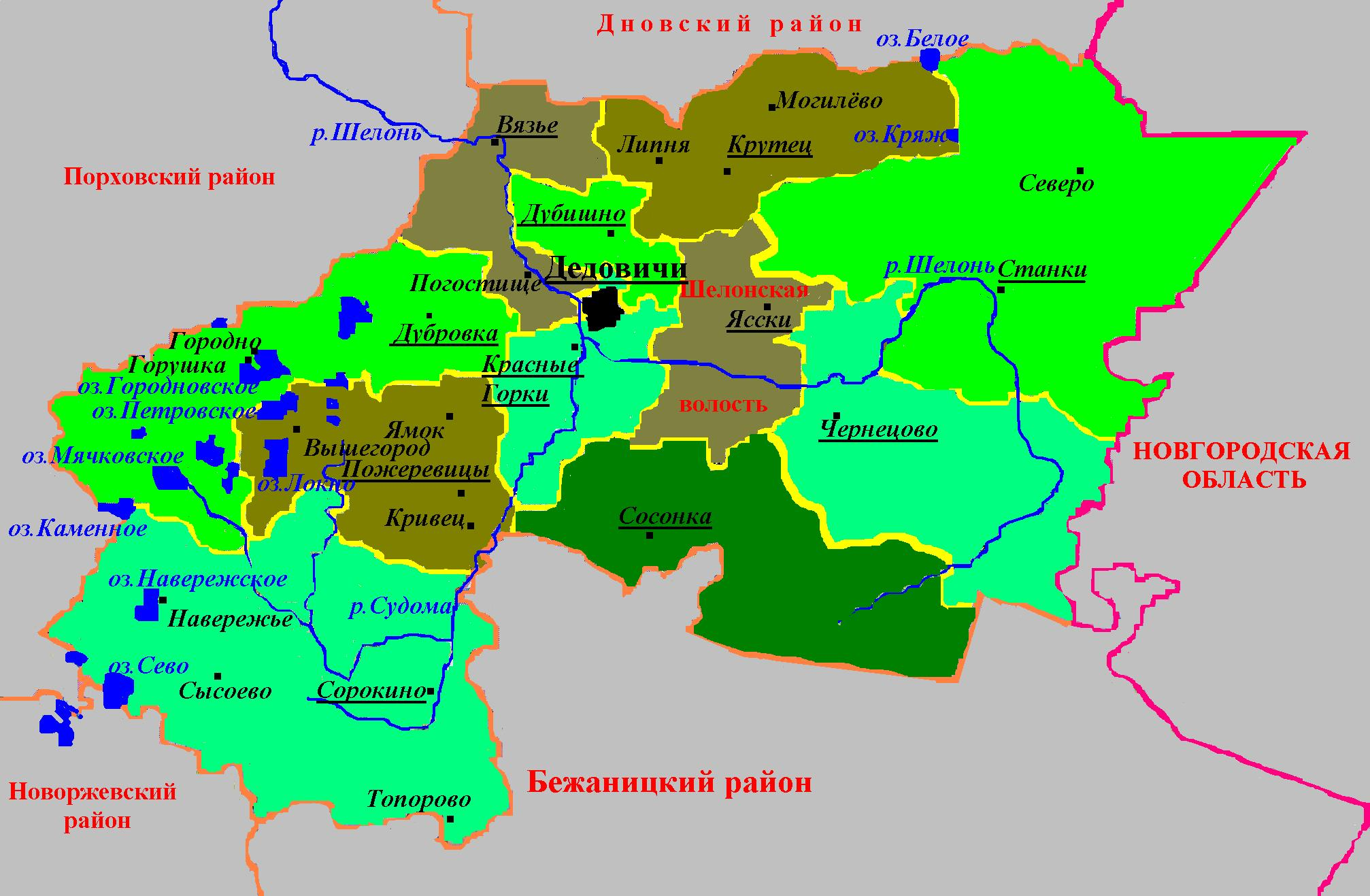
Административное деление Дедовичского района (2005—2010)

В 2005 году в составе Дедовичского муниципального района образовано 12 муниципальных образований, в том числе: 11 сельских поселений (волостей) и 1 городское поселение; с 2010 года — 6 муниципальных образований, в том числе: 5 сельских поселений (волостей) и 1 городское поселение.
Муниципальные образования Дедовичского района в 2005—2010 гг.
| №  | Муниципальное образование | Статус МО | Административный центр |
| -- | ------------------------- | --------- | ---------------------- |
| 1  | Дедовичи                  | ГП        | пгт Дедовичи           |
| 2  | Дубровская волость        | СП        | деревня Дубровка       |
| 3  | Вязьевская волость        | СП        | деревня Вязье          |
| 4  | Дубишенская волость       | СП        | деревня Дубишно        |
| 5  | Красногорская волость     | СП        | деревня Красные Горки  |
| 6  | Крутецкая волость         | СП        | деревня Крутец         |
| 7  | Пожеревицкая волость      | СП        | село Пожеревицы        |
| 8  | Сорокинская волость       | СП        | деревня Сорокино       |
| 9  | Сосонская волость         | СП        | деревня Сосонка        |
| 10 | Станковская волость       | СП        | деревня Станки         |
| 11 | Чернецовская волость      | СП        | деревня Чернецово      |
| 12 | Шелонская волость         | СП        | деревня Ясски          |

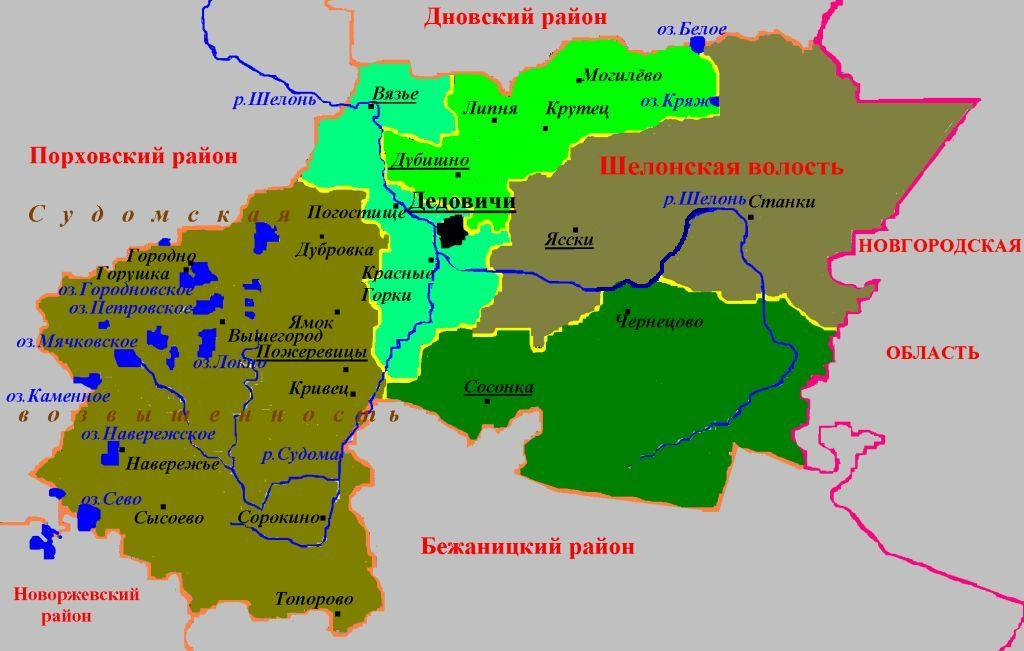
Административное деление Дедовичского района (2010—2015)

На референдуме 11 октября 2009 год было поддержано объединение ряда волостей: Пожеревицкой, Сорокинской и Дубровской; Красногорской и Вязьевской; Дубишенской и Крутецкой; Чернецовской и Сосонской волостей, Шелонской (Ясски) и Станковской.
Законом Псковской области от 6 ноября 2009 года были объединены волости: Дубровская, Пожеревицкая и Сорокинская в сельское поселение «Пожеревицкая волость»; Станковская и Шелонская — в сельское поселение «Шелонская волость»; Вязьевская и Красногорская — в сельское поселение «Вязьевская волость»; Дубишенская и Крутецкая — в сельское поселение «Дубишенская волость»; Сосонская и Чернецовская — в сельское поселение «Сосонская волость».
Законом Псковской области 3 июня 2010 года на территории района, таким образом, к 1 июля 2010 года было образовано 6 муниципальных образований, в том числе: 5 сельских поселений (волостей) и 1 городское поселение.
Муниципальные образования Дедовичского района в 2010—2015 гг.
| № | Муниципальное образование | Статус МО | Административный центр | Количество населённых пунктов | Население | Площадь, км² |
| - | ------------------------- | --------- | ---------------------- | ----------------------------- | --------- | ------------ |
| 1 | Дедовичи                  | ГП        | пгт Дедовичи           | 1                             | 7974      |              |
| 2 | Вязьевская волость        | СП        | деревня Погостище      | 49                            | 1326      |              |
| 3 | Дубишенская волость       | СП        | деревня Дубишно        | 36                            | 860       |              |
| 4 | Пожеревицкая волость      | СП        | деревня Пожеревицы     | 159                           | 1451      |              |
| 5 | Шелонская волость         | СП        | деревня Ясски          | 49                            | 622       |              |
| 6 | Сосонская волость         | СП        | деревня Сосонка        | 40                            | 743       |              |

Законом Псковской области от 30 марта 2015 года Вязьевская и Сосонская волости были объединены в сельское поселение «Вязьевская волость» с административным центром в деревне Погостище.

## Экономика
В октябре 1993 года был пущен в эксплуатацию первый энергоблок Псковской ГРЭС. Псковская ГРЭС — единственное крупнейшее электрогенерирующее предприятие Псковской области. Работают два блока мощностью по 215 МВт. Начиная с 1998 года электростанция ежегодно производит около 2,3 млрд кВт·ч электроэнергии, что составляет 120—130 % от общей потребности Псковской энергосистемы. Избыток электроэнергии поступает за пределы Псковской области. Основными потребителями электроэнергии являются Псковская и Новгородская области. По итогам 2006 г. объём отгруженной продукции Псковской ГРЭС составил 0,58 млрд руб. По состоянию на конец марта 2018 года наблюдается массовый отток сотрудников Псковской ГРЭС, в том числе — ключевых инженерных лиц и имеется реальная угроза полного закрытия и последующей ликвидации предприятия.
Одним из крупнейших объектов реальной экономики района становится лесозавод глубокой переработки древесины «Судома».

## Культура
В Дедовичах находится церковь. Церковь Михаила Архангела, д. Вышегород.

## Достопримечательности
Памятник Воинам-Освободителям на берегу реки Шелонь.

## Известные уроженцы
- Степанов, Николай Степанович (1914 — 13.04.1945) — кавалер ордена Славы трёх степеней[35].
- Фадеев, Иван Иванович (1898—1954) — советский военный деятель, Генерал-майор (1940 год).
- Шумилов, Василий Тимофеевич (1924, Городно, Псковская губерния — 1996,Санкт-Петербург ) — советский военачальник, государственный и политический деятель, генерал-лейтенант.